# Thomas Linley

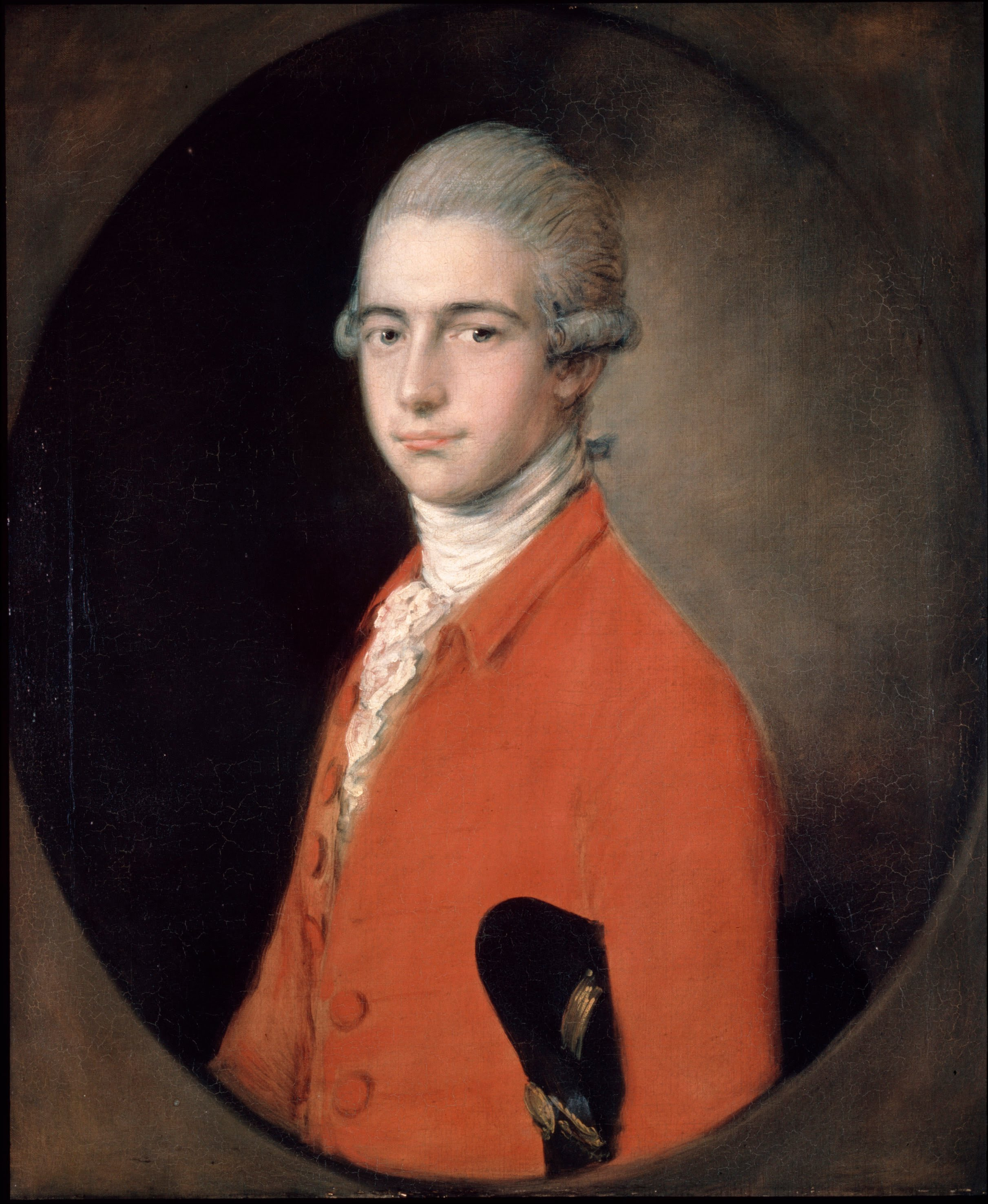
Thomas Linley

Thomas Linley (1756-1778) foi um violinista, compositor e cantor inglês.
Thomas Linley (1756-1778) foi um violinista, compositor e cantor inglês. Thomas Linley o mais jovem (considerado o Mozart Inglês) nasceu no Abbey Green, Bath em 07 de maio de 1756 e foi batizado na Igreja de St. James, Bath no dia 11 de junho, era  filho de um professor cravista, compositor e cantor de mesmo nome. Thomas Linley pai desempenhou um papel proeminente na vida musical de Bath e apresentou os membros de sua família prodigiosamente talentosos para o público em uma idade precoce. Elizabeth Ann (n. 1754), Mary (n. 1758) e Maria (n. 1763) eram cantoras talentosas e atrizes no início da adolescência, enquanto Samuel (n. 1760) foi um oboísta talentoso antes de se tornar  marinheiro. Habilidades de Linley eram evidentes a partir de uma idade jovem. Ele tocou em um concerto de violino em Bristol em 29 de julho 1763, com a idade de 7 anos. presume-se que o jovem compositor aprendeu sua habilidade de John Richards, que era um solista de destaque e líder de orquestra de Bath durante os anos 1750 e 1760. De  1763-1768 foi aluno do Dr. William Boyce , o Mestre de Música do Rei e nesta idade tornou-se um compositor experiente antes de  ir para a Itália.  Em 1767, com a idade de 10 anos, juntamente com sua irmã Elizabeth Ann, ele se apresentou  no Covent Garden Opera House fazendo o papel de Puck, no Masque "O Favor da Fada", de Thomas Hull. O Lloyds Evening Post de 03 de fevereiro relatou a ocasião: "Nada de suficiente pode ser dito sobre o menino, que desempenha o papel de Puck, cantando, tocando  violino e dançando com a gaita de foles, vai além das expectativas, e descobrem-se extraordinárias habilidades em um artista, que deve ser considerada uma criança ".  Entre 1768 e 1771, ele viajou para a Itália para estudar violino e composição com Nardini , em Florença. Lá ele conheceu Wolfgang Amadeus Mozart em abril de 1770, e Charles Burney , em setembro do mesmo ano. Em referência a Linley, Burney escreveu mais tarde: "O 'Tommasino', como ele é chamado, e o pequeno Mozart , se comenta em toda a Itália, que são os  gênios mais promissoras deste século ".   Thomas e Mozart, ambos com 14 anos, tinha se conhecido e se tornado grandes amigos anteriormente em 1770.
Obra.
Thomas voltou para a Inglaterra em 1771 e rapidamente tornou-se uma figura de destaque na vida musical de Londres, ajudado por  seu pai que era líder do Drury Lane orquestra (1773) e diretor musical do teatro (1774). Em seu retorno à Inglaterra, ele se apresentou em concertos dirigidos por seu pai em Bath e em vários oratórios no Drury Lane , do qual ele era o líder entre 1773-1778. Thomas Linley, o filho, escreveu músicas marcantes ao longo dos próximos anos. Uma quantidade significativa de composições de Linley foram perdidas, incluindo muitos no incêndio de Drury Lane em 1809. As obras que sobreviveram  atestam a sua mestria com genialidade  de melodia, presente no contraponto, e imaginação musical. Linley compôs sonatas para violino e concertos, bem como obras corais  e a maioria das músicas da ópera “The Duenna” (1775) de Richard Brinsley Sheridan. Entre suas obras sobreviventes são "Ode on the Spirits of Shakespeare", the Lyric Ode (1776), composta a partir de um texto de seu colega Bathonian French Laurence, e um hino em grande escala orquestral para o Festival dos Três Três, o oratório o Cântico de Moisés. Linley, também ajudou seu pai, e suas obras (cantatas, madrigais , elegias e canções) foram publicadas juntas em dois volumes.
Morte.
Linley morreu afogado em um acidente de barco em 05 agosto de 1778, com a idade de 22, durante sua estadia no Castelo Grimsthorpe em Lincolnshire com sua irmã Maria. Não surpreendentemente, a sua morte prematura foi imediatamente reconhecida como uma tragédia para a música inglesa. Como The Morning Chronicle noticiou, 'Este acidente privou a profissão à qual pertencia de um dos seus principais ornamentos, e da sociedade de um membro muito talentoso e valioso ". Por sua parte, Mozart disse mais tarde ao colega músico Michael Kelly que "Linley foi um verdadeiro gênio", que "se tivesse vivido, teria sido um dos maiores ornamentos do mundo musical". Ele está enterrado no Edenham Parish Church.  A morte de Thomas foi apenas o primeiro ato de uma tragédia que se desenrola: Samuel pegou uma febre a bordo do navio e morreu mais tarde no mesmo ano, enquanto Maria, Maria e Elizabeth Ann sucumbiram em 1784, 1787 e 1792, respectivamente. Thomas pai morreu em novembro de 1795,  vítima, diz-se, de um coração partido.